# Brian McCann
Brian Michael McCann (nascido em 20 de fevereiro de 1984) é um jogador profissional de beisebol, atuando como catcher pelo Houston Astros da Major League Baseball (MLB). Jogou pelo Atlanta Braves de 2005 até 2013 e pelo New York Yankees de 2014 até 2016. McCann foi convocado sete vezes para o All-Star Game e venceu o Silver Slugger Award em seis ocasiões.